# Geoidstudie
Als Geoidstudie wird ein geodätisches Forschungsprojekt bezeichnet, in dem für ein Gebiet von etwa 1000 bis 10.000 km² verschiedene Methoden der Geoidbestimmung erprobt und ihre erreichbare Genauigkeit analysiert werden.
Die erste Geoidstudie wurde von Gauß um 1820 vorgeschlagen, als man einen großen Einfluss von Lotabweichungen auf ausgedehnte Vermessungsnetze im Gebirge, aber auch in geologisch komplex aufgebauten Ebenen vermuten konnte. Die Beobachtungsmethoden der Astrogeodäsie waren aber erst um 1880 dafür geeignet, als Friedrich Robert Helmert, der Präsident der Internationalen Erdmessung, ein solches Testgebiet im mitteldeutschen Harz-Gebirge initiierte. Auf etwa 10 Vermessungspunkten erster Ordnung wurde die astronomische Breite, auf weiteren die Länge oder ein Azimut gemessen und die mittlere Niveaufläche des Gebietes durch astronomisches Nivellement berechnet. Die Genauigkeit des Geoids ergab sich lokal zu etwa 10–30 Zentimeter.
In größerem Umfang wurden Lotabweichungen in den staatlichen Grundlagennetzen erst ab den 1960er Jahren gemessen, als die aufkommende Satellitengeodäsie künftig wesentlich höhere Lagegenauigkeiten erwarten ließ. In dieser Zeit begannen auch die Vorarbeiten zum Europanetz RETrig, um die Landesvermessungen Westeuropas an den jeweiligen Grenzen etwa dezimetergenau verbinden zu können. Als Ende der 1980er Jahre die Nutzung der NAVSTAR-GPS-Satelliten praxisreif wurde, erklärten die internationale Erdmessungsorganisationen sogar das Erreichen des Zentimeter-Geoids zum mittelfristigen Ziel; der IAG-Präsident Wolfgang Torge (Hannover) hatte dies schon 1983 vorgeschlagen.
Vorausschauend waren zwischen 1975 und 1985 bereits zwei astro-geodätische Geoidstudien in Mitteleuropa durchgeführt worden, die wesentliche methodische Kenntnisse erbrachten:
- das Testnetz Wien der Technischen Hochschule Wien und
- das neu beobachtete Testnetz Harz der Universität Hannover.

Sie ließen die Zentimetergenauigkeit – unabhängig von der Rauheit des Geländes – bei Punktabständen von etwa 10 km erwarten, was eine Vermehrung der vorhandenen Astropunkte auf das Fünf- bis Zehnfache bedeutete.  
Andere Hochschulinstitute untersuchten, wieweit die Gravimetrie wenigstens in ebenen Gebieten die astronomischen Messungen ersetzen könnte, da Schweredaten für die Rohstoff-Forschung vielerorts bereits vorlagen. Um mit gravimetrischen Methoden ebenfalls Zentimetergenauigkeit zu erreichen, müssten zwar Punktabstände von etwa 2–3 km existieren, doch wären allfällige Ergänzungsmessungen leichter durchführbar als nächtliche Messungen der Lotabweichung.
Seit etwa 1990 berechnen daher viele Staaten ihr regionales Geoid durch eine geometrisch-physikalische Kombination der beiden Methoden, ergänzt um solche der Satellitengeodäsie. In D, A, CH sind 2–5 cm Genauigkeit erreicht (im Wiener und Harzer Testgebiet 0,5 cm), in anderen Staaten etwa 10 cm und weltweit etwa 20 cm. Die lokalen Geoidundulationen lassen sich durch ein gutes digitales Geländemodell (DGM) auf etwa ± 2–5 cm darauf "aufsetzen".